# 印第安马
《印第安马》（英語：Indian Horse）一书作者是加拿大人理查德·瓦格梅斯，由Douglas & McIntyre出版社于2012年出版。此书曾赢得2013年度伯特原始民族、梅蒂人与因纽特人文学奖，并入围了2013年《加拿大阅读》的角逐。
小说以索尔·印第安马（Saul Indian Horse）为主角，他在加拿大印第安人住宿学校系统中幸存下来，并成长为一个冰球明星运动员。本书描述了索尔（Saul）走向自我意识和自我接纳的过程，使读者体会到索尔（Saul）小时候的痛苦，运动时的自豪和长大后的感受。
据作者说，一开始，他打算写一部关于曲棍球的小说：他自己玩过业余曲棍球并喜欢这个游戏，但他逐渐把印第安人住宿学校系统的历史作为故事焦点。他说，写这本书所花费的时间比他平时写书的时间长五倍，“因为本书包含了丰富的情感”。虽然作者本人没有上过任何一所印第安人住宿学校（作者也是位印第安人），但他仍然受到过这类学校系统的影响。因为他母亲，阿姨和叔叔都是印第安人住宿学校的幸存者。
本书改编的电影由Stephen Campanelli执导，于2017多伦多国际电影节上首映。